# 青森県道18号青森港線
青森県道18号青森港線（あおもりけんどう18ごう あおもりこうせん）は、青森県青森市を通る県道（主要地方道）である。通称柳町通り（の北側部分）。

## 概要

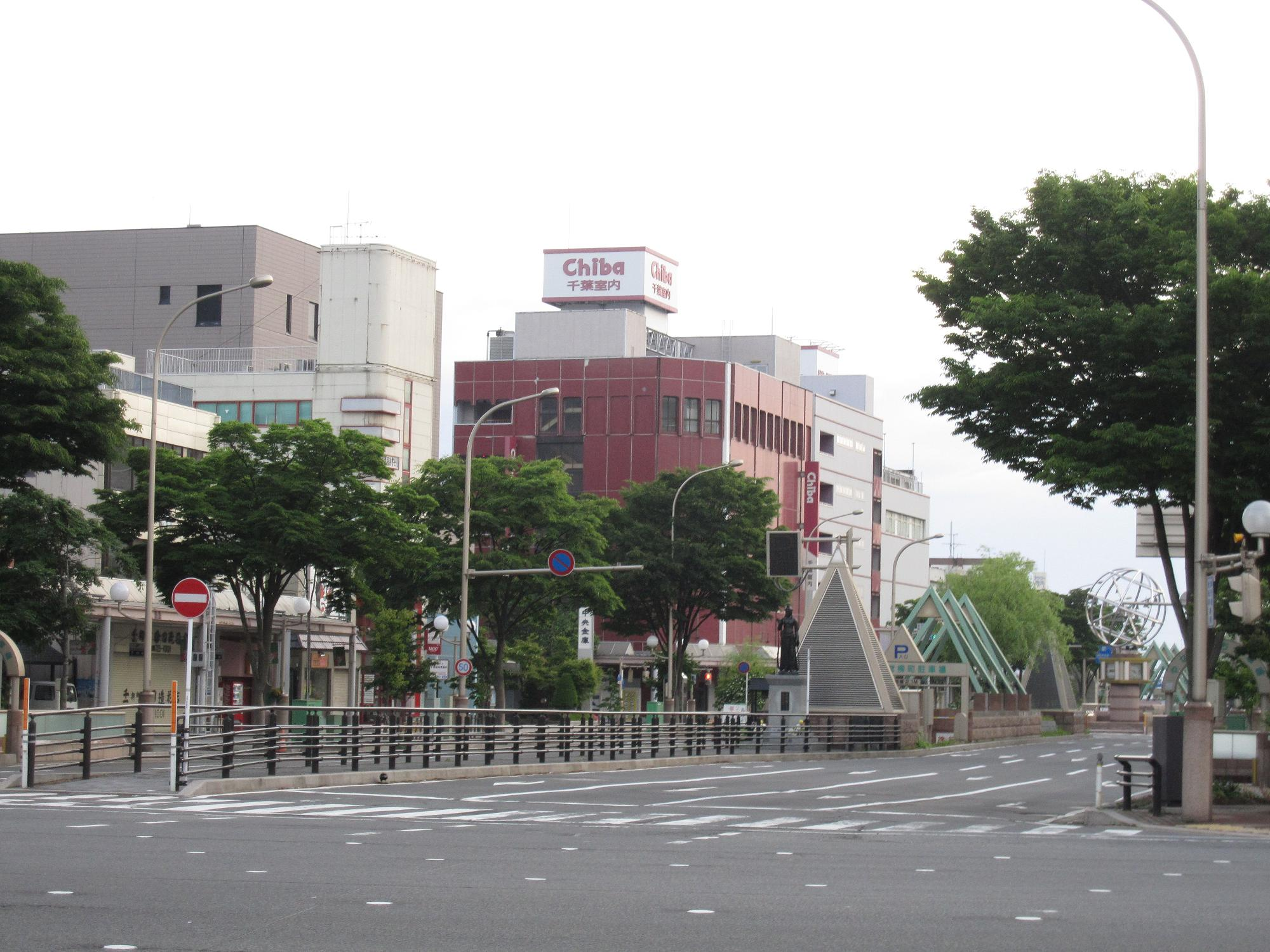
柳町地下駐車場入口前

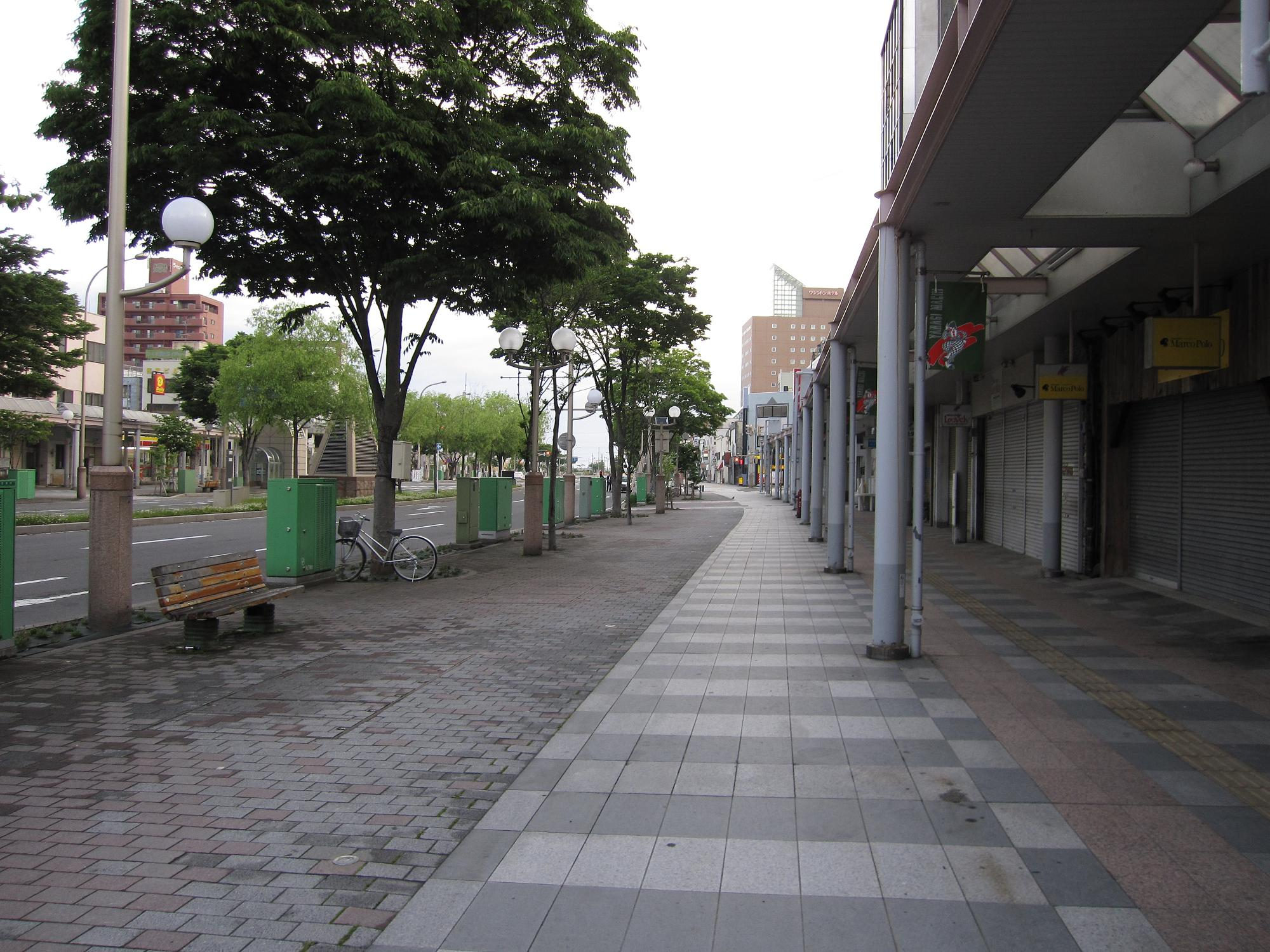
柳町通りの広い歩道
冬期間は雪置き場にもなる

距離は短いが青森ベイブリッジや青森県道16号青森停車場線と接続している。
なお、「柳町通り」は北側から本路線、青森県道16号青森停車場線、（国道4号柳町交差点）、青森県道120号荒川青森停車場線、（青森中央大橋）と続く。

### 路線データ
- 実延長：325.0 m[1]
- 起点：青森港[2]
- 終点：青森市本町二丁目[2]

## 歴史
- 1961年（昭和36年）2月10日 - 県道に認定される[2]。
- 1993年（平成5年）5月11日 - 建設省により県道青森港線が主要地方道青森港線に指定される[3]。

## 地理

### 交差する道路
- 青森県道16号青森停車場線（終点）
- 臨港道路2号線（青森ベイブリッジ方面・本町方面）[4]

### 沿線にある施設など
- 青い海公園
- 青森警察署本署
- アートホテル青森（旧ワシントンホテル）
- ホテルユニバース